# Nigramma todarella
Nigramma todarella là một loài bướm đêm trong họ Noctuidae.